# 中国考古学

中国の青銅器

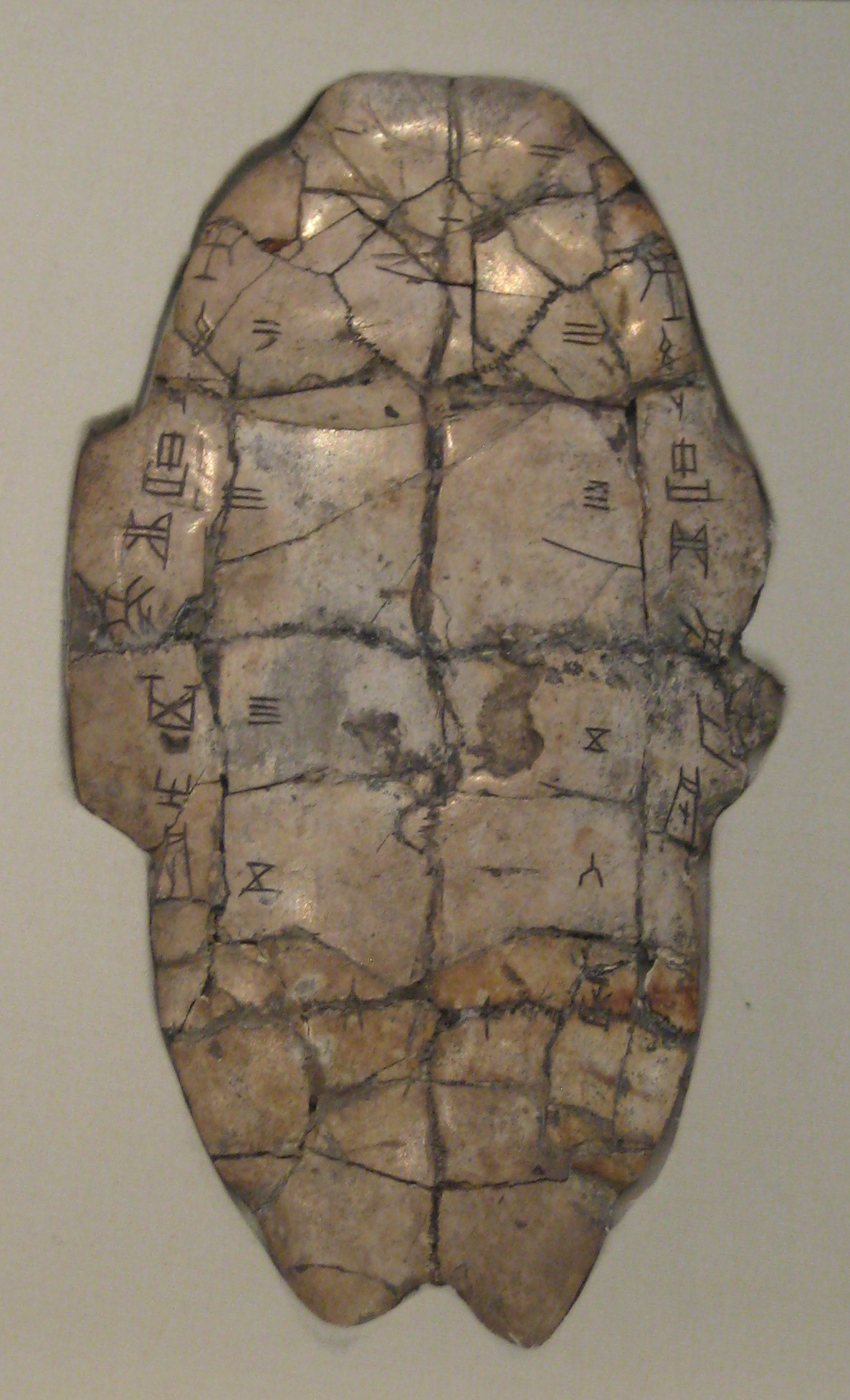
甲骨文字

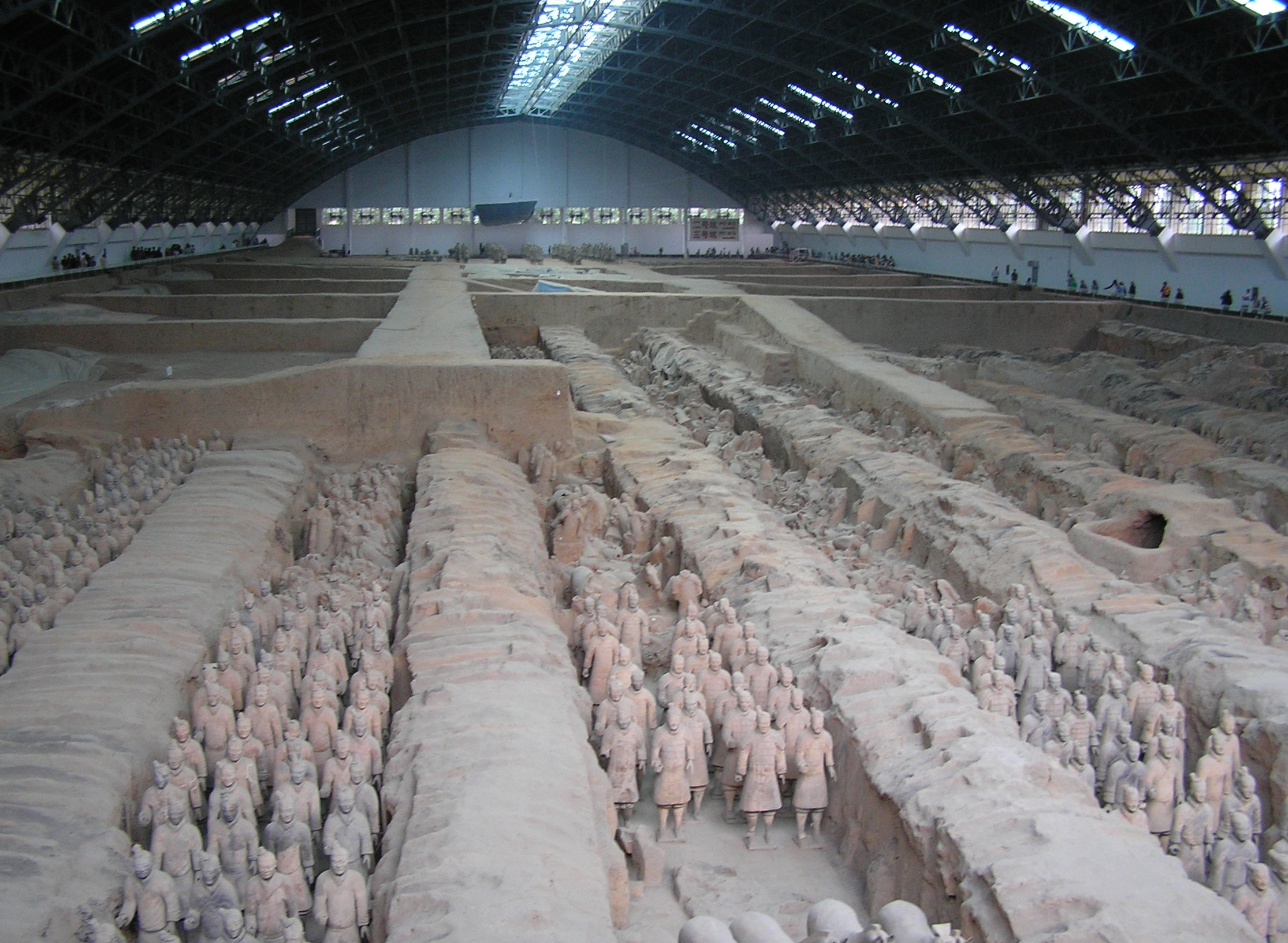
兵馬俑

中国考古学（ちゅうごくこうこがく）は、中国を対象とする考古学。中国学と考古学の下位分野。

## 内容
特徴的な対象や議論として以下がある。
- 北京原人・元謀原人・藍田原人などの化石人類・旧石器文化[1]
- 仰韶文化・龍山文化・河姆渡文化・良渚文化などの新石器文化
- 殷墟・兵馬俑・馬王堆漢墓・敦煌石窟などの遺跡・史跡
- 中国の青銅器・漆器・玉器（古玉）などの遺物[2]
- 漢字や稲作の起源[3][4]
- 夏王朝は実在したか（疑古釈古論争、二里頭文化）[3][5][6]

仰韶文化や龍山文化は「黄河文明」、河姆渡文化や良渚文化は「長江文明」として一括りにする見方もあるが、21世紀の学界では、一括りにせず地域ごとの多元性を認めるのが一般的になっている。
隣接分野に、東洋史学（文献史学）・古文字学（漢字学）・形態人類学・古脊椎動物学・地質学・歴史地理学・中国美術史学・博物館学などがある。

## 研究史
近代的な中国考古学が始まったのは1920年代からだが、金石学や古物収集など考古学と似た営みは前近代から行われていた。

### 前史

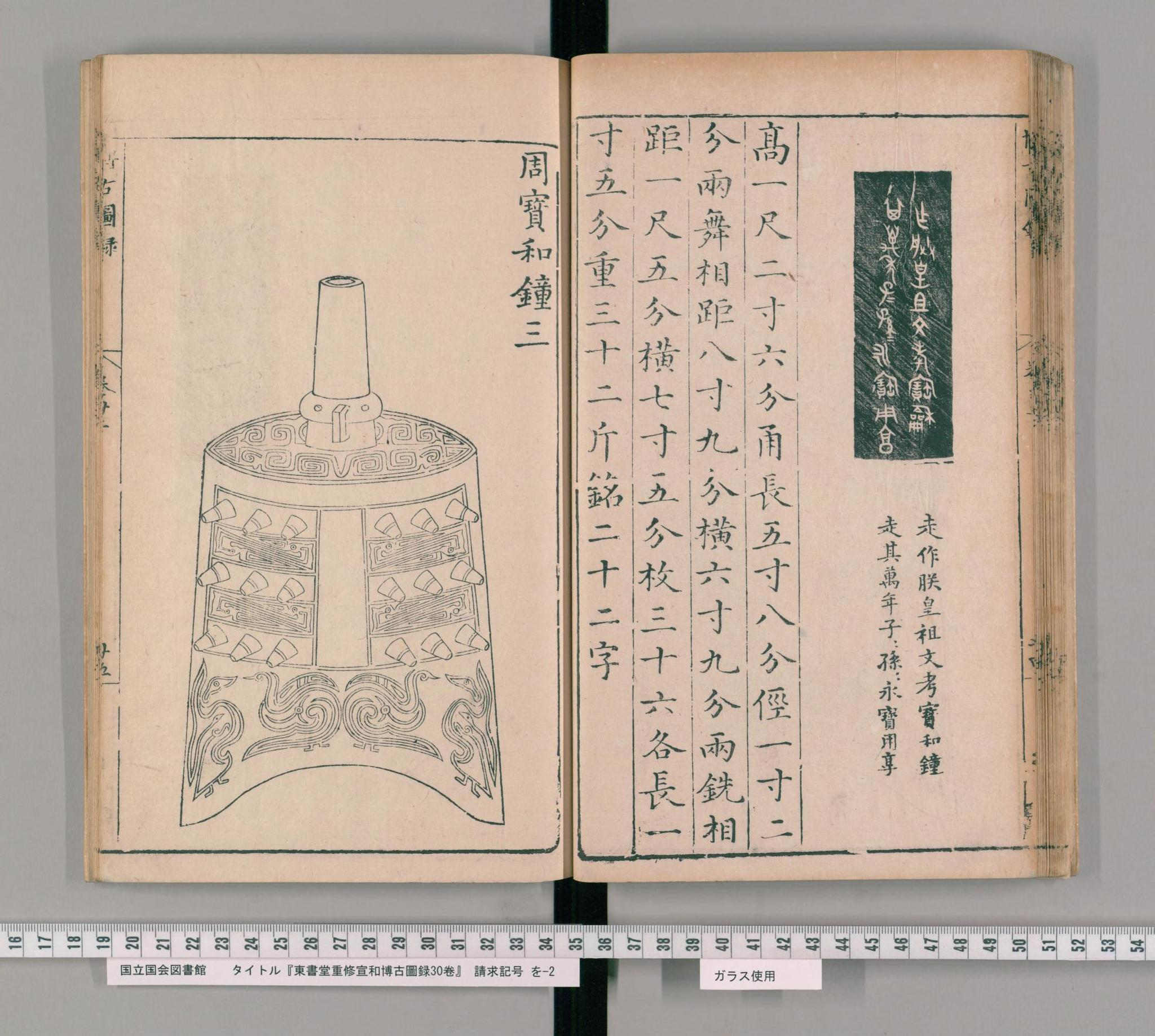
北宋の『博古図録』

漢代には先秦の古物が度々出土し、瑞兆とみなされ「元鼎」に改元するきっかけにもなった。晋代には『汲冢書』が出土し整理作業が行われた。北魏の『水経注』や唐の『元和郡県志』『括地志』といった地誌には、各地の古跡の記述がある。
宋代には、金石学が史学の補助学として発達し、多くの考古学的書物が著された。欧陽脩は『集古録跋尾』を著し、『新唐書』『新五代史』に金石学の成果を取り入れた。呂大臨『考古図』や王黼『博古図録』の銅器分類は、近現代の考古学にも影響を与えた。その他、古銭についての洪遵『泉志』、三礼についての聶崇義『三礼図』、中国建築史に関する李誡『営造法式』、地誌の王象之『輿地紀勝』などが宋代に著された。
元明代には、宋代ほどの金石学の隆盛は見られないが、古玉についての朱徳潤『古玉図』などが著された。
清代には、宋代以上に金石学が隆盛し、乾隆帝勅撰『西清古鑑』を筆頭に多くの書物が著された。
清末の1900年前後には甲骨文字が発見され、王懿栄・劉鉄雲・孫詒譲・羅振玉・王国維、日本の林泰輔らが甲骨学を開拓した。

### 初期

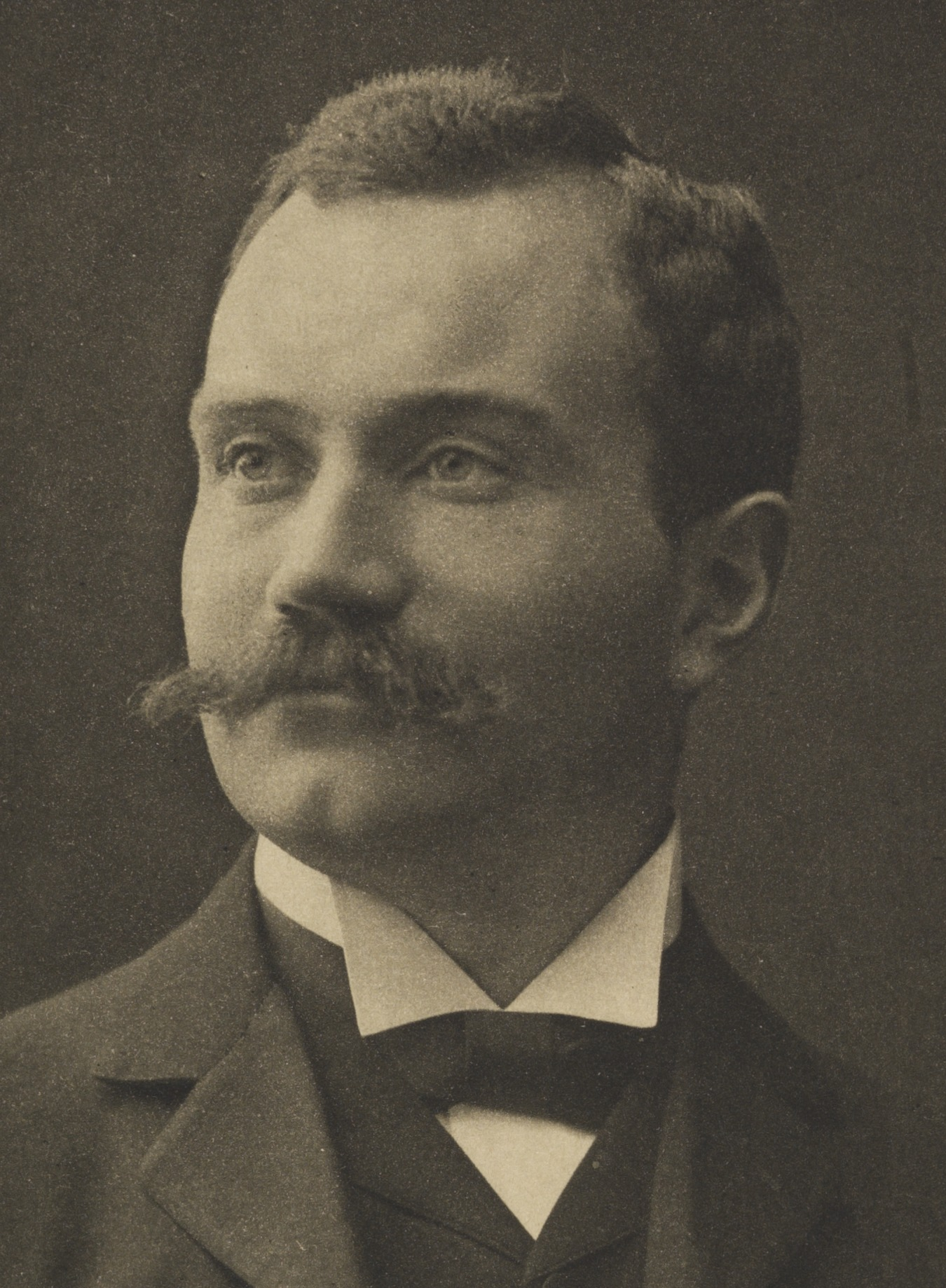
ヨハン・アンダーソン - 仰韶文化や北京原人の発見者

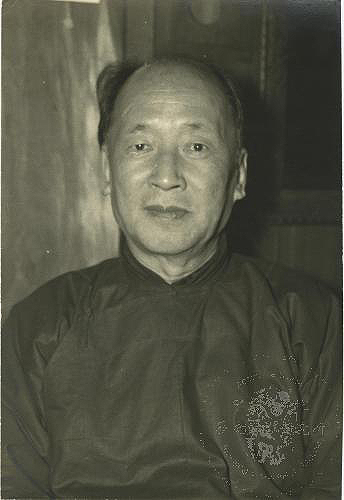
李済 - 中国の考古学開拓者の一人

清末民初、中国人より先に外国人が近代的調査を始めた。主な人物に、ヘディン、スタイン、グリュンヴェーデル、ル＝コック、大谷探検隊、ペリオ、アンダーソン、リサン、シャルダン、鳥居龍蔵、濱田耕作、足立喜六、原田淑人、駒井和愛らがいる。1908年には、スタインが敦煌文献を初めて入手し大英博物館の収蔵品とした。1921年には、アンダーソンが彩陶で知られる仰韶遺跡や、北京原人で知られる周口店遺跡を発掘した。また清末民初には、収蔵家の古物が世界の骨董市場に流出した。中国人自身による考古学は、これら外国人による一方的調査や古物の国外流出に対する、危機感・ナショナリズムを背景に始まった。
1926年、ハーバード大学で学んだ李済が、仰韶文化に属する西陰村遺跡を発掘した。これが中国人自身による最初の近代的調査となった。
1927年、ヘディンを隊長として結成された西北科学考査団には、黄文弼ら中国人も参加した。同年前後、日本人が設立した東方考古学協会や東亜考古学会では、日中の共同研究が行われた。
1928年、中央研究院歴史語言研究所が設立されると、初代所長の傅斯年が殷墟の発掘を計画し、董作賓・李済・梁思永・石璋如らが発掘に参加した。同研究所は、龍山文化で知られる城子崖遺跡なども発掘した。同研究所と並び、1929年設立の北平研究院でも西周の闘鶏台遺跡などの発掘が行われた。
1929年、裴文中が北京原人の頭蓋骨を初めて発見し、旧石器文化研究の開拓者となった。
1937年から日中戦争が進行すると、日本人による調査が拡大した一方、中国人による調査は停滞した。しかしその中でも、1944年に夏鼐が西域の調査を進展させている。

### 戦後・現代

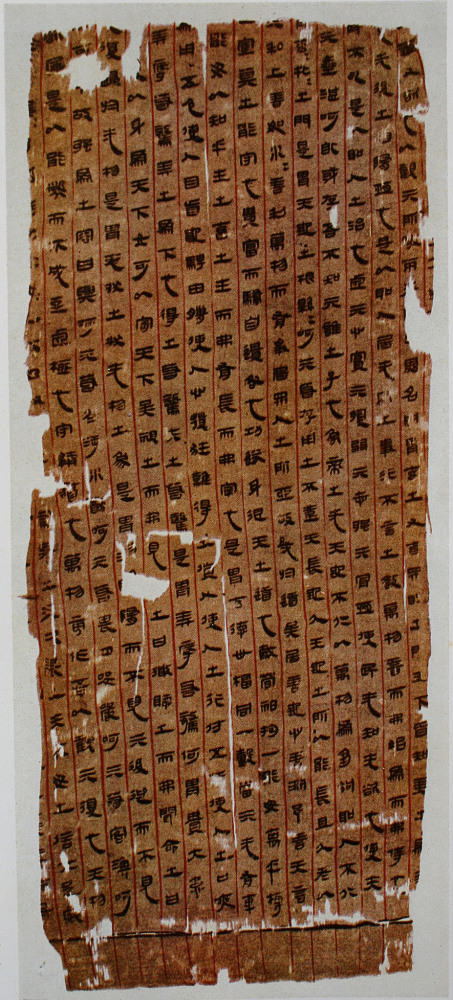
馬王堆帛書

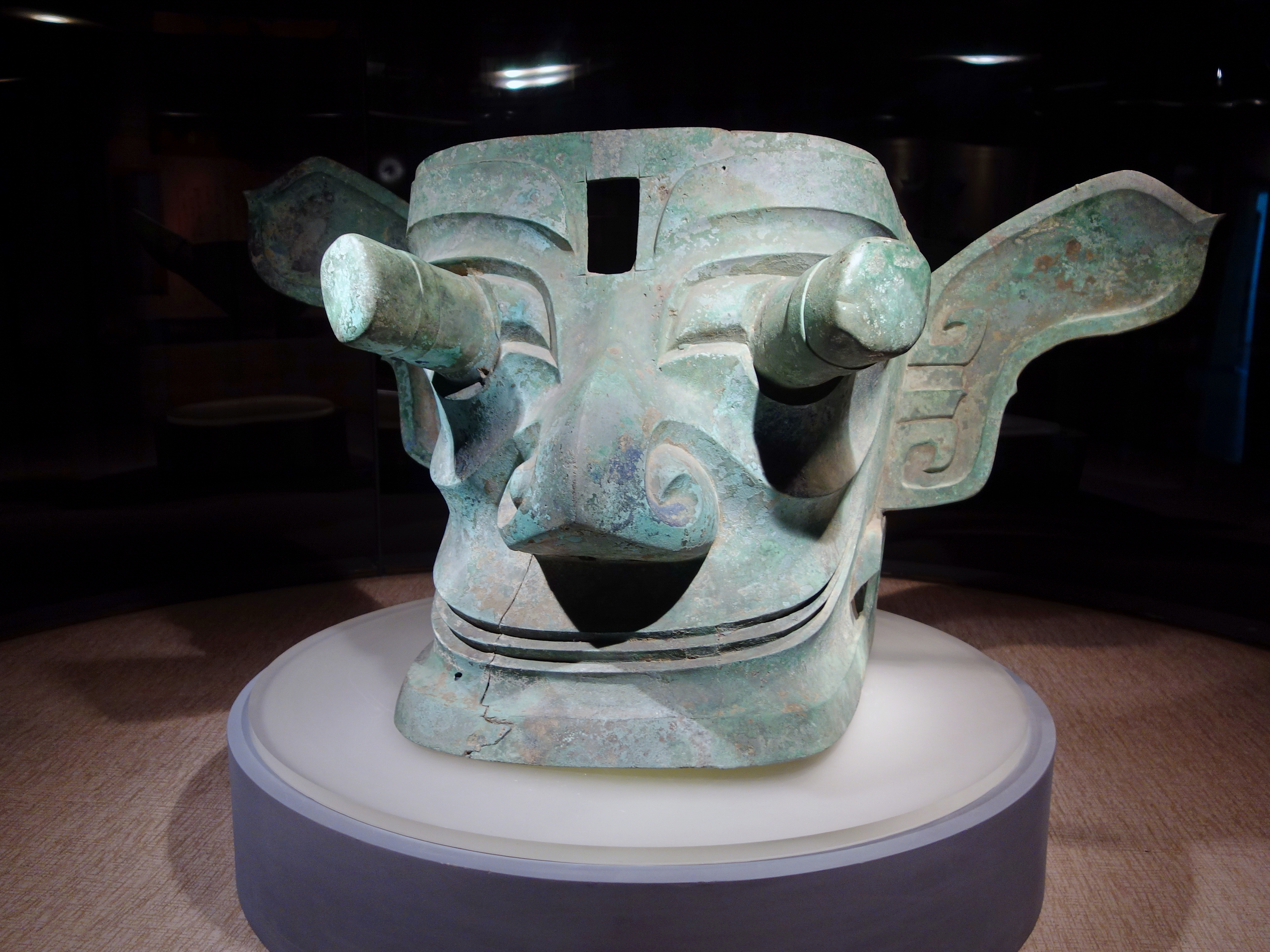
三星堆遺跡の青銅縦目仮面

1949年に中華人民共和国が成立すると、国家文物局、中国社会科学院考古研究所、中国科学院古脊椎動物古人類学研究所、北京大学考古学学科、以上4機関が拠点となり、マルクス主義考古学も取り入れられた。文革中は考古学も停滞したが、80年代前後の改革開放期になると、より多くの機関が拠点となり、C14年代測定法や国際交流も一般化した。
50年代以降の新発見として、元謀原人・藍田原人・半坡遺跡・廟底溝遺跡・二里岡遺跡・二里頭遺跡・漢長安城・唐長安城・兵馬俑・馬王堆漢墓・銀雀山漢墓・曾侯乙墓・偃師商城遺跡などがある。国家文物局は「全国十大考古新発現」を90年から毎年発表している。中国考古学会発表の「中国百年百大考古発現」や中国社会科学院発表の「中国二十世紀百項考古大発現」もある。台湾でも円山遺跡をはじめとする台湾考古学が行われている。
80年代頃からは、夏王朝の実在を認め二里頭文化と同定するのが中国国内で一般的になった。90年代からは、李学勤によって旧来の「疑古」が否定され「夏商周断代工程」「中華文明探源工程」が実施された。一方、ロータール・フォン・ファルケンハウゼンは、こうした傾向を「中国考古学の文献史学指向」と呼んで批判した。
考古学上の未解明問題もある。三星堆遺跡の謎めいた出土品は、80年代から21世紀まで調査が続いている。龍山文化に属する丁公遺跡からは、甲骨文字と異なる未解読文字「丁公陶文」が発見されている。西周・春秋時代は考古学的には不明な点が多く、21世紀の研究課題の一つとなっている。
2023年、北京に国家級の考古博物館「中国考古博物館」がオープンした。

### 関連文献
- 文物編集委員会 編、関野雄 監訳『中国考古学三十年 1949-1979』平凡社、1981年。NDLJP:12173001